# Kallidromo
Kallidromo (griechisch Καλλίδρομο; Katharevousa Kallidromon Καλλίδρομον, selten auch Kallidromos) ist ein maximal 1419 m hohes Bergmassiv im Süden und Südwesten des Regionalbezirks Fthiotida in der griechischen Region Mittelgriechenland. Der Name des Gebirges bedeutet ‚guter Weg‘.

## Geographie
Das Kallidromo-Massiv beginnt im Norden am Unterlauf des Sperchios, welcher in seinem Tal an dessen südlicher Begrenzung liegt. Von Norden ziehen die Höhenzüge des Kallidromo nach Südosten entlang der Küste des Golfs von Malia und des Golfs von Euböa. Die Längsachse des Kallidromo-Massivs verläuft von Nordwest nach Südost und hat eine maximale Ausdehnung von 38 bis 40 km. Die senkrechte Querachse hierzu von Nordost nach Südwest hat an der breitesten Stelle einen Durchmesser von ca. 16 km, an der schmalsten Stelle von ca. 10 km. Die östliche und südliche Begrenzung des Kallidromo wird durch den Fluss Kifisos und dessen Tal bzw. Ebene vorgenommen.
Nach Norden läuft das Kallidromo-Massiv in Richtung Ebene des Sperchios mit dem Gipfel Elafovouni mit knapp 1100 m Höhe aus. Elafovouni liegt genau nördlich des Kallidromo-Hauptgipfels in ca. 4 km Entfernung. In der Mitte der Längsachse des Kallidromo erstrecken sich Ausläufer nach Südwesten auf die nordöstlichen Ausläufer des Parnassos zu. Die Verbindung beider Bergketten wird durch den entlang der Westflanke des Kallidromo verlaufenden Kifisos mit einem engen Tal unterbrochen. Diese Stelle markiert die Trennung zwischen dem oberen Kifisos-Tal im Nordwesten und dem unteren Kifisos-Tal im Südosten mit der aufgeweiteten Ebene des trockengelegten Kopaïs-Sees. An der Stelle der Passage zwischen dem Kallidromo im Norden und den Ausläufern des Parnassos liegt die Stadt Amfiklia. Nach Süden läuft des Kallidromo-Massiv mit dem Berg Varvas. Nach Nordosten zum Meer hin erstreckt sich der Ausläufer namens Knimis oder Knimidos (926 m Höhe) bis nahe an die Küste. Nach Südosten erreichen die Ausläufer des Kallidromo noch eine Höhe von 841 m in der Nähe des Klosters Profitis Ilias nördlich von Elatia.
Das südöstliche Nachbargebirge bzw. Berg ist der Chlomo südlich der Kleinstadt Atalandi (Atalanti). Nach Süden und Südwesten hin ist der Parnassos das Nachbargebirge des Kallidromo, von Westsüdwesten bis Westen das Vardousia-Massiv, von Westen bis Nordwesten das Oite-Massiv.

## Geschichte
In der Antike lagen die Ausläufer des Kallidromo noch deutlich näher am Meer. Der Nordteil des Kallidromo bildete die landseitige Begrenzung des Thermopylen-Pass zwischen dem Tal des Sperchios und Böotien sowie Attika. Durch die erheblichen Sedimenteinschwemmungen des Flusses Sperchios in den malischen Golf ist es im Verlaufe der Jahre seit der Antike zu einer zunehmenden Verlandung gekommen, sodass der Thermopylen sich heutzutage mehrere Kilometer breit darstellt. Weiter südlich zwischen den Ortschaften Kamena Vourla und Agios Kostandinos reichen die Ausläufer des Kallidromo bis auf 500 m an den nördlichen Golf von Evvia heran und stellen somit einen verkehrstechnischen Engpass der Gegenwart (und auch der Vergangenheit) dar.
Diese strategische Position als „Begrenzungswall“ des Thermopylen-Pass hat das Kallidromo-Massiv zu einem in der Geschichte mehrfach bedeutenden und erwähnenswerten Bergmassiv gemacht. Die wiederholten kriegerischen Auseinandersetzungen am Thermopylen-Pass fanden immer „zu Füßen“ des Kallidromo statt. Bei der ersten Schlacht bei den Thermopylen 480 v. Chr. im Rahmen des Griechenlandfeldzugs des persischen Reiches unter Xerxes umgingen Teile der persischen Streitmacht die griechischen Abwehrstellungen unter dem spartanischen König Leonidas auf einem Weg über die Höhen des Kallidromo-Massivs, um anschließend den Griechen in den Rücken zu fallen. Auch die Abwehrschlacht der Griechen gegen die Kelten 279 v. Chr. im Rahmen deren Einfalls nach Griechenland sowie die sogenannte zweite Schlacht bei den Thermopylen 191 v. Chr. und der Abwehrkampf der griechischen und alliierten Truppen im Zweiten Weltkrieg Ende April 1941 gegen die deutsche Wehrmacht wurden zu Füßen des Kallidromo ausgefochten.
Die strategische Lage des Kallidromo wie auch die unmittelbar angrenzenden fruchtbaren Ebenen des Kifissos, des Sperchios und des Kopais-Sees haben die Gegend schon in der Antike zum Ort vieler menschlicher Siedlungen gemacht. Am Fuße des Kallidromo-Massivs im unteren Kifissos-Tal lag die antike Stadt Elateia (Elatia). Im oberen Kifissos-Tal, allerdings dem Kallidromo gegenüber am Fuße des Parnassos liegend, befand sich die antike Stadt Lilaea beim heutigen Lilea.
Das Kallidromo-Massiv war in der Antike (siehe Karte) ein Trenner zwischen vier antiken Landschaften. Im Nordwesten und Norden Malis, im Westen und Südwesten Doris, im Süden und Südosten Phokis und im Südosten und Osten Lokris. Die Phoker besaßen einen schmalen Durchgang zur Küste zu ihrem Hafen Alpenoi und trennten somit die Lokrer im Osten von den Maliern und Dorern im Westen ab. Weitere Siedlungen und Städte im Kallidromos-Massiv oder dessen unmittelbarer Umgebung waren Herakleia Trachinia, Antikyra, Anthele und Skarphia.
Das Gebirge ist unter dem Namen Oros Kallidromo als Natura 2000 Schutzgebiet ausgewiesen.

## Bevölkerung
In der Gegenwart ist das Kallidromo-Massiv und seine Umgebung recht dicht besiedelt. Im Norden liegen die Ortschaften Ano und Kato Damasta. Entlang der östlichen Flanke des Kallidromo am Meer liegen die Ortschaften Agia Triada, Skarfia, Agios Serafim, Kenourgio, Longos, Goulemi, Kalypso und Arkitsa. Städte sind Molos, Kamena Vourla, Agios Kostandinos und am südöstlichen Ende des Kallidromo Livanates sowie Atalandi (Atalanti). An der Westflanke landeinwärts liegen die Städte Elatia, Kato Tithorea und Amfiklia sowie die Ortschaften Katalima, Lefkochori, Panagitsa, Modi, Xyliki, Tithronio, Drymea, Paleochori, Bralos, Ano Bralos, Skamnos und Eleftherochori. In den Höhen des Kallidromo-Massiv selbst gibt es nur die Dörfer Kallidromo, Mendenitsa, Karavidia und Reginio.

## Verkehr
Die verkehrstechnisch herausragenden Position des Kallidromo und seiner Umgebung in der Antike hat sich in die Gegenwart trotz der Verlandung und damit Aufweitung des Thermopylen-Passes nichts geändert. Sowohl im Landesinneren auf der Westseite als auch am Meer entlang auf der Ostseite verlaufen um das Kallidromo-Massiv herum die wichtigsten Verkehrsachsen von Nord- nach Südgriechenland. Auf der Westseite des Bergmassivs verläuft aus Lamia kommend die Nationalstraße 3 (Griechenland) (Europastraße 65) über den Bralos-Pass zwischen Kallidromo und Oiti sowie Giona und Parnassos über Amfiklia nach Livadia und Thiva (Theben). Der Verlauf der Straße führt dabei nach dem Bralos-Pass durch das obere und untere Tal des Kifissos entlang der Westseite des Bergmassivs Kallidromo. Auf der östlichen Seite am Meer entlang verläuft die Nationalstraße 1 (Griechenland) (Europastraße 75) von Thessaloniki über Lamia entlang der Küsten an den Thermopylen und dem Knimidos-Berg vorbei nach Athen Im Zuge des Ausbaus der Nationalstraße 1 zur Autobahn 1 sind die Streckenabschnitte bis Livanates und Atalandi bereits in den 1990er Jahren als Autobahn mit zwei Richtungsfahrbahnen ausgebaut worden. Die verkehrstechnische Bedeutung wird noch weiter zunehmen, weil die ab Oktober 2007 in Bau befindliche Autobahn 3 (Odos Kendrikis Elladas) von Panagia an der Autobahn 2 über Kalambaka, Trikala und Karditsa an Lamia westlich vorbei nach Anthili nördlich des Kallidromo und südlich von Lamia führen wird.
Die Bahnstrecke Piräus–Thessaloniki führt über den Bralos-Pass von Lamia aus in das obere Kifissos-Tal und anschließend entlang der westlichen Flanke des Kallidromo nach Livadia und weiter nach Athen. Im Zuge des Ausbaus dieser Strecke zur zweigleisigen Schnellfahrstrecke wurde ergänzend eine neue Trasse gebaut (Bahnstrecke Tithorea–Domokos), die nicht mehr über den Brallos-Pass führt, sondern entlang der Küste von Lianokladi über die Thermopylen bis Molos. Bei Molos schwenkt die Trasse nach Süden auf das Kallidromo-Massiv zu und verschwindet in dem 9210 m langen Kallidromo-Tunnel mit getrennten Röhren für jede Fahrtrichtung. Auf der Westflanke des Kallidromo tritt sie aus dem Tunnel aus und schwenkt bei Kato Tithorea wieder auf die ursprüngliche Trasse ein. Dieser Streckenabschnitt ist seit Februar 2018 in Betrieb.